# Ulysses (ruimtesonde)
De Ulysses is een ruimtesonde die op 6 oktober 1990 werd gelanceerd om de zonnewind te onderzoeken. Deze bleek bij de polen een veel hogere snelheid (7,5 × 105 m/s) te hebben dan bij de zonne-evenaar. De Ulysses was een samenwerkingsverband tussen de Europese ruimte-organisatie ESA en het Amerikaanse NASA.
In 1990 werd de ruimtesonde door het ruimteveer Discovery op vlucht STS-41 in een baan om de aarde gebracht. Hierna vervolgde Ulysses met behulp van een Innertial Upperstage en een PAM-S-rakettrap zijn weg om in 1992 door een zwaartekrachtsslinger van Jupiter in een baan loodrecht op het vlak van de aardbaan te worden gebracht. In 1994 werd de zuidpool van de zon onderzocht en in 1995 de noordpool. Het was de eerste ruimtesonde die de poolgebieden van de zon bestudeerde. Dit leverde unieke beelden op, omdat vanaf de aarde alleen de zijkant van de zon bekeken kan worden.
In 1999 en 2000 werden de poolgebieden nogmaals gepasseerd. In die jaren was de activiteit van de zon flink toegenomen en de corona onrustiger geworden, waardoor het magnetische veld een ingewikkelde structuur had gekregen.
Op 30 juni 2009 werd het ruimtevaartuig na zeventien jaar officieel buiten dienst genomen.